# Зал славы баскетбола
Зал славы баскетбола имени Нейсмита (англ. Naismith Memorial Basketball Hall of Fame) расположен на родине баскетбола в Спрингфилде (Массачусетс, США). Назван в честь изобретателя баскетбола — Джеймса Нейсмита. Зал славы баскетбола имени Нейсмита увековечивает лучшие моменты игры и самых ярких звёзд баскетбола.
Принимают в Зал славы на ежегодных сессиях, хотя в 1968 и 2007 годах в Зал никто не был принят. На 2012 год в Зале славы состоят 313 человек (трое из них (Джон Вуден, Ленни Уилкенс, Билл Шерман) были приняты дважды — как игроки и как тренеры) и 9 команд.

## История
Зал был создан в 1959 году, 17 февраля 1968 года был открыт для публики. В Зал славы попадают игроки, тренеры, функционеры, совершившие вклад в развитие баскетбола. В отличие от других американских Залов славы, как американского футбола и бейсбола, в баскетбольный могут попасть не только американские баскетболисты-профессионалы, но также любители и европейцы; также в Зал славы включаются женщины (например, создательница женского баскетбола Сенда Беренсон). 11 мая 1992 года в Зал славы был включён первый неамериканец в качестве игрока (им стал советский профессиональный баскетболист Сергей Белов). Кроме отдельных лиц, в Зал славы приняты девять команд. В 1985 году Зал переехал в другое здание на восточном берегу Коннектикута, а 28 сентября 2002 года Зал славы переехал в третье здание в своей истории. Комплекс площадью 7400 м² обошёлся в 45 миллионов долларов США.
В самом начале своего пути Зал славы баскетбола занимал совсем небольшое владение на территории студенческого городка Спрингфилдского колледжа (штат Массачусетс, США), на пространстве, по высоте примерно равном прыжку при броске мяча в корзину от того самого места, где 21 декабря 1891 года была сыграна первая игра в баскетбол. Именно в тот день преподаватель физкультуры по имени Джеймс Нейсмит, проводивший занятия в тогда ещё ничем не примечательном гимназическом зале колледжа Молодёжной Христианской Ассоциации в Спрингфилде, предложил 18 своим студентам новую игру.
Цель этой новой игры казалась довольно простой: забросить круглый мяч в круглую корзину, прикреплённую к перилам балкона спортивного зала на высоте 10 футов от пола. Однако в первой игре победившей команде удалось забросить всего один мяч и только благодаря 25-футовому броску Уильяма Чейза. Темп игры был медленный, а начало более, чем скромным, и, тем не менее, новое занятие быстро распространилось, так, что к 1894 году в баскетбол начали играть во Франции, Китае, Индии и десятке других стран.
Сегодняшний Зал славы баскетбола открылся 17 февраля 1968 года в поворотный момент для спорта. Буквально за месяц до 20 января 1968 года, Элвин Хэйс помог Университету Хьюстона одержать захватывающую победу со счётом 71:69 над Лью Алсиндором из команды Брюинз Калифорнийского университета. Более чем 50 000 поклонников собрались на стадионе Астродоум в Хьюстоне в тот вечер, и миллионы людей следили за происходящим дома, так как эта воистину эпическая битва была первой в мире трансляцией игры по национальному телевидению.
Всего через три дня после этого переломного момента, спортивный комплекс Медисон-сквер-гарден в Нью-Йорке стал местом проведения 18-го по счёту ежегодного матча всех звёзд Национальной баскетбольной ассоциации. Звездные составы включали многих будущих героев Зала славы таких, как Оскар Робертсон и Джерри Лукас, Элджин Бэйлор и Джерри Уэст, Уилт Чемберлен и Уиллис Рид, не говоря уже о «тройной угрозе»: Билле Расселе, Джоне Хавличеке и Сэме Джонсе. Впервые в истории баскетбол оказался в центре внимания любителей спорта по всей стране.
Торжественное открытие Зала славы в 1968 году было не только своевременным, но и, фактически, стало кульминацией в истории игры, появившейся более тридцати лет назад.
Предпосылкой для этого стали события, имевшие место в 1936 году, когда Соединенные Штаты победили Канаду со счётом 19:8 в финале берлинских Олимпийских игр. Доктор Нейсмит, сам канадец по происхождению, смог посетить игру, благодаря дальновидности и щедрости Национальной ассоциации баскетбольных тренеров, которая собрала необходимые средства за несколько месяцев до церемонии открытия, чтобы отправить изобретателя игры в Берлин, оплатив все расходы. Впоследствии Нейсмит говорил, что испытал величайшее чувство гордости, наблюдая за тем, как в его игру играют на международной арене.
Вскоре Национальная ассоциация баскетбольных тренеров предприняла ещё один шаг и воздвигла памятник покойному доктору Нейсмиту и его замечательной игре. Вступление Америки во Вторую мировую войну 8 декабря 1941 года заставило на некоторое время забыть о Зале славы, но в 1949 году Ассоциация вернулась к идеи увековечить игру и её изобретателя. Десять лет спустя, в 1959 году, несмотря на отсутствие здания, которое можно было бы назвать его домом, Зал славы баскетбола тем не менее начал своё существование.
Зал славы испытывал много трудностей в первые два десятилетия своего существования на территории студенческого городка колледжа в Спрингфилде. Каждый год несколько тысяч посетителей устремлялись к родине баскетбола. Зал быстро разрастался.
Осознание необходимости расширения Зала славы увеличило усилия по его превращению в первый в мире по важности источник информации о баскетболе. В 1979 году при содействии и поддержке местного организационного комитета, Зал славы баскетбола становится спонсором особой, самой первой игры сезона, которая служила официальным начало игр баскетбольного сезона между колледжами.

### 1980—1990-е годы

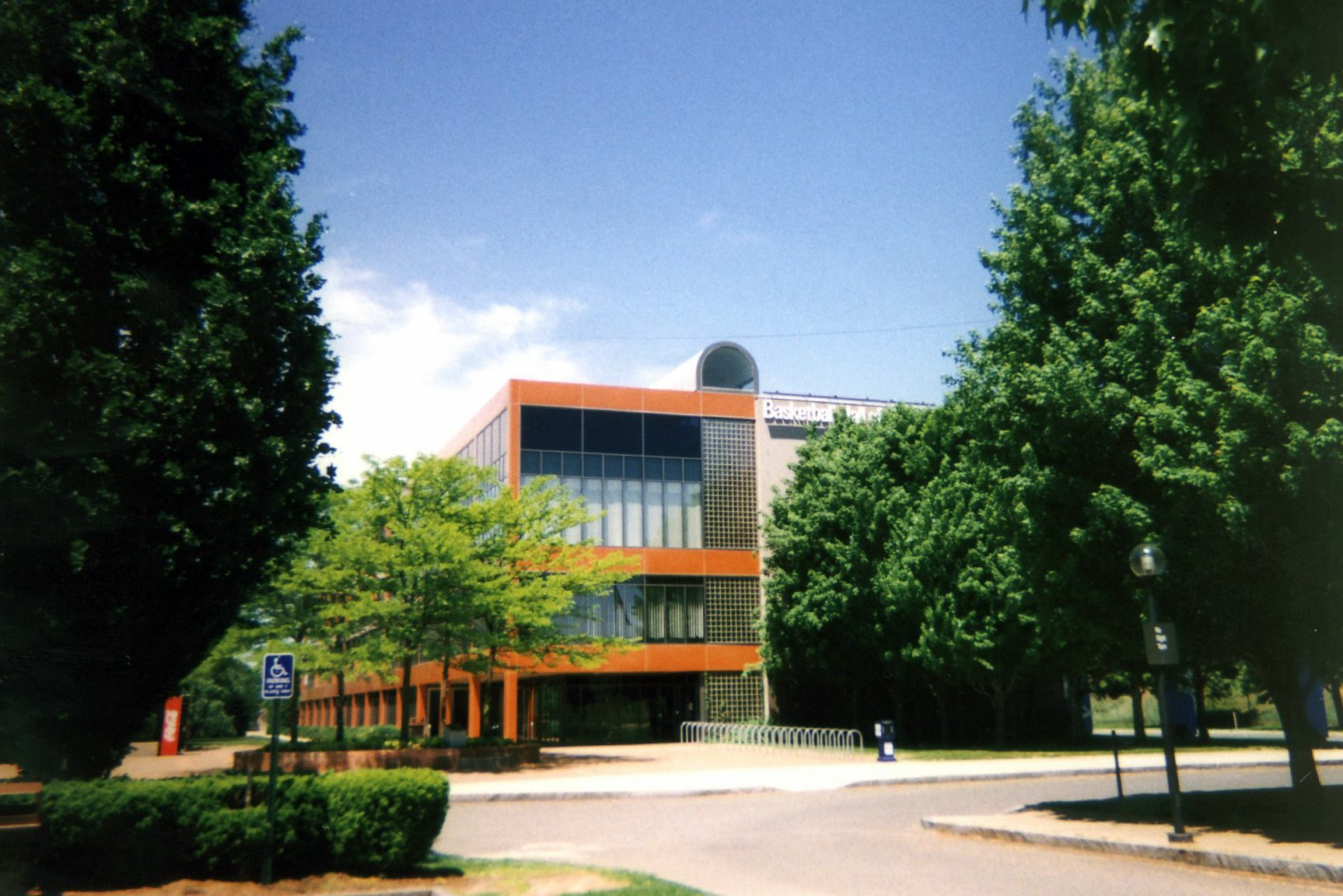
Здание Зала славы баскетбола с 1968 по 2002 год

В начале 1980-х годов, популярность игры достигла небывалых высот. Соперничество между Ларри Бёрдом и Мэджиком Джонсоном вдохнуло новую жизнь в игру доктора Нейсмита. Борьба Бёрда и Мэджика всколыхнула болельщиков по всему миру. Дальнейшей популяризации баскетбол во многом обязан Майклу Джордану.
Бёрд, Мэджик, Майкл и многие другие способствовали тому, что популярность баскетбола достигла своего апогея в начале 1980-х, и потребность в Зале славы, который в большей степени отражал бы рост и развитие игры, становилась всё более очевидной.
30 июня 1985 более 10 000 поклонников баскетбола буквально обрушились на город Спрингфилд, в том числе известный телеведущий Уиллард Скотт канала NBC, чтобы посетить торжественное открытие нового Зала славы. Кроме того, в 1985 году Зал славы баскетбола вступил в новую эру, признав вклад женщин в игру. В 1892 году Сенда Беренсон Эбботт, «первая леди» баскетбола представила новую игру женщинам колледжа Смит. Берта Тиг служила тренером в средней школе в городе Ада, штат Оклахома в течение 42 сезонов подряд, выиграв восемь государственных чемпионатов. Маргарет Уэйд трудилась в Государственном университете Дельта, и, хотя её пребывание там было коротким, с 1975 по 1977 она со своей командой успела выиграть подряд три национальных чемпионата.
Версия Зала славы 1985 также внесла свою лепту в сохранение важных моментов в истории игры. В этом году баскетбол отмечает своё 100-летие. В 1992 Майк Кшижевски становится первым тренером после Джона Вудена, которому удалось выиграть чемпионаты Национальной ассоциации студенческого спорта, тогда же «Команда Мечты» Соединенных Штатов получает золото на летних Олимпийских играх. А в 1997 году Женская национальная баскетбольная ассоциация, женская профессиональная лига, буквально вырывается на сцену американского спорта.

### 2000—2010-е годы
Вновь растущая популярность игры определяет перемещение музея, и в 2000 году начинается строительство третьего по счёту Зала славы.
В сентябре 2002 года на торжественной церемонии открытия нового здания, достойное место в Зале Славы занимают такие великие тренеры, как Лэрри Браун, Лютни Олсон, Кей Йоу, а также игроки Дражен Петрович и Мэджик Джонсон.
Сегодня Зал славы баскетбола имени Нейсмита — это 40 000 квадратных метров истории баскетбола и дом более чем трёхсот героев. Расположенный на живописных берегах реки Коннектикут, новый музей представляет собой достойный храм игры, придуманной доктором Нейсмитом более ста лет назад.
В 2009 году Зал славы баскетбола имени Нейсмита отпраздновал свой 50 день рождения.
12 августа 2011 года в Зал славы был включён Арвидас Сабонис.